# Église Notre-Dame-de-l'Assomption de Sainte-Marie-la-Mer
L'église Notre-Dame de l'Assomption de Sainte-Marie-la-Mer est une église romane située à Sainte-Marie-la-Mer, dans le département français des Pyrénées-Orientales en région Occitanie.

## Historique
L'église date du XIIe siècle. 
L'abside fait l'objet d'un classement au titre des monuments historiques depuis le 4 novembre 1983 ; la nef quant à elle fait l'objet d'une inscription depuis la même date.

## Architecture
L'église possède un haut chevet pentagonal édifié en pierre de taille de belle facture assemblée en grand appareil.
Les faces de ce chevet sont percées de fenêtres en plein cintre à colonnettes et chapiteaux sculptés supportant un arc torique (boudin) surmonté d'une belle frise de dents d'engrenage.
La partie haute de la façade est ornée d'une série de corbeaux.